# Omegacoustic
Omegacoustic è il quarto EP del gruppo musicale olandese Epica, pubblicato il 26 febbraio 2021 dalla Nuclear Blast.

## Descrizione
Pubblicato in concomitanza con Omega per il solo download digitale, l'EP contiene quattro brani originariamente tratti dal suddetto disco riadattati in chiave acustica; tali versioni sono presenti anche nel secondo CD delle edizioni speciali dello stesso Omega. Uno di questi rappresenta il primo nella carriera del gruppo ad essere parzialmente cantato in lingua spagnola.
L'EP è stato anticipato il 18 dicembre dalla pubblicazione del video musicale di Abyss O'Time, versione acustica di Abyss of Time - Countdown to Singularity, pubblicato anche come singolo digitale. Il 15 febbraio seguente è stato poi presentato Omegacoustic, versione acustica di Omega - Sovereign of the Sun Spheres, insieme al relativo video.

## Tracce
1. Rivers (A Capella) – 4:34 (testo: Simone Simons – musica: Rob van der Loo, Epica)
2. Abyss O'Time – 4:13 (testo: Mark Jansen – musica: Mark Jansen, Epica)
3. Omegacoustic – 4:29 (testo: Mark Jansen – musica: Isaac Delahaye, Epica)
4. El código vital – 3:50 (testo: Simone Simons – musica: Coen Janssen, Epica)

## Formazione
Gruppo
- Simone Simons – voce
- Isaac Delahaye – chitarra acustica e classica, ukulele, fischi, cori
- Coen Janssen – pianoforte, fisarmonica, Fender Rhodes, organo Hammond, percussioni, cori
- Rob van der Loo – basso acustico
- Ariën van Weesenbeek – batteria, percussioni

Altri musicisti
- Kamerkoor PA'dam – coro
- Marcela Bovio – cori
- Linda Janssen – cori
- Joost van den Broek – cori
- Ben Mathot – violino
- Jeroen Goossens – flauto, fischi

Produzione
- Joost van den Broek – arrangiamento, produzione, ingegneria del suono, montaggio, missaggio
- Epica – arrangiamento, produzione
- Jos Driessen – ingegneria del suono, montaggio
- Darius van Helfteren – mastering
- Marcela Bovio – traduzione dall'inglese allo spagnolo (traccia 4)